# Aguayutla
Aguayutla är en ort i Mexiko.   Den ligger i kommunen Singuilucan och delstaten Hidalgo, i den sydöstra delen av landet, 90 km nordost om huvudstaden Mexico City. Aguayutla ligger 2 683 meter över havet och antalet invånare är 154.
Terrängen runt Aguayutla är kuperad åt nordost, men åt sydväst är den platt. Runt Aguayutla är det ganska glesbefolkat, med 39 invånare per kvadratkilometer. Närmaste större samhälle är La Providencia Siglo XXI, 17,9 km väster om Aguayutla. Trakten runt Aguayutla består till största delen av jordbruksmark.